# Camelina alyssum
Camelina alyssum là một loài thực vật có hoa trong họ Cải. Loài này được (Mill.) Thell. mô tả khoa học đầu tiên năm 1906.